# フーターズ・エア
フーターズ・エア (Hooters Air) は、かつてアメリカ合衆国のサウスカロライナ州マートルビーチを本拠地としていた航空会社である。

## 概要
アメリカのレストランチェーンであるフーターズの経営者であるロバート・ブルックスが設立した格安航空会社である。2003年3月6日に運航を開始した。フーターズ・オブ・アメリカの子会社で、実際の運航は、ブルックスが買収した航空会社であるペースエアラインズに委託されていた。
マートルビーチ近郊には100以上のゴルフ場があり、それらのコースを利用するゴルフ客を主なターゲットとし、ゴルフ場への直行便として宣伝を行なった。
2005年12月8日、同社はイリノイ州ロックフォードへの運航を終了すると表明し、2006年1月9日には全ての定期便の運航が停止された。その後もペースエアラインズによるチャーター便の運航は継続されていたが、2005年に大きな被害を出したハリケーン「カトリーナ」「リタ」の影響による燃料費の高騰を理由に、2006年4月17日には全てのチャーター便の運航を取りやめた。

### 機内サービス
同社では、機内サービスについても通常の航空会社とは異なるサービスを提供することにより、他社との差別化を図った。
通常、アメリカの格安航空会社では食事などのサービスは省略されていることが多いが、同社では1時間以上の飛行時間がある便では軽食が無料で提供された。また、機内には通常の旅客サービスを行う客室乗務員の他に、2人の「フーターズ・ガール」がレストランと同じコスチューム（タンクトップとオレンジ色のホットパンツ）で同乗し、乗客の話し相手となっていた。

## 機材
- ボーイング737-200
- ボーイング737-300
- ボーイング757-200

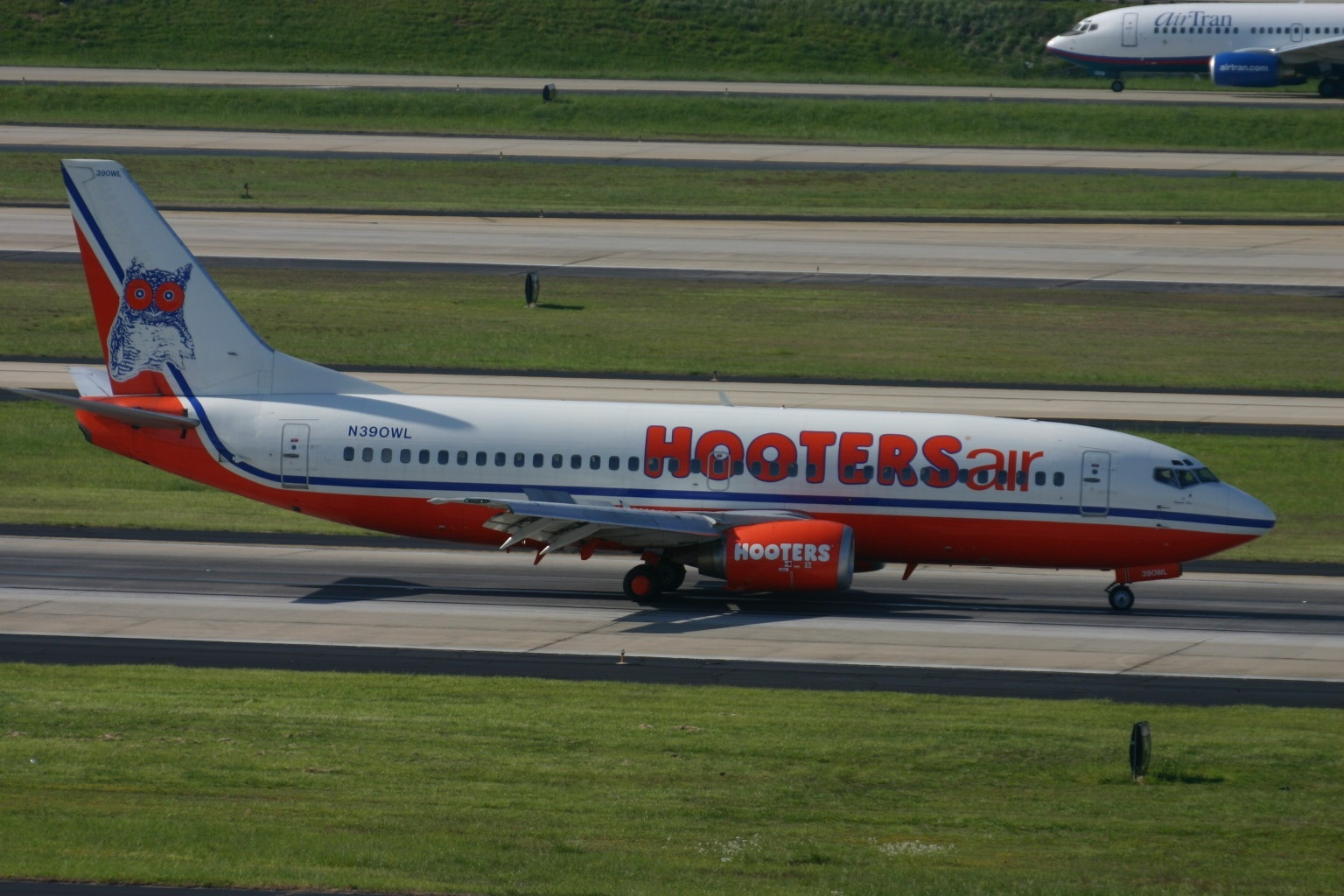
ボーイング737-300

外観上は、同社の親会社とイメージをそろえた白とオレンジ色のツートーンで、細い青帯が1本入ったもので、機体と垂直尾翼には、フーターズのロゴマークが描かれていた。
格安航空会社ではあるが、機内の座席シートピッチを34インチとして定員を抑え、座席表皮も全て本革張りとなっていた。これを同社ではターゲットとしているゴルフ客にちなみ、"Club Class"と呼称、案内していた。